# Lebensmitteleinzelhandel

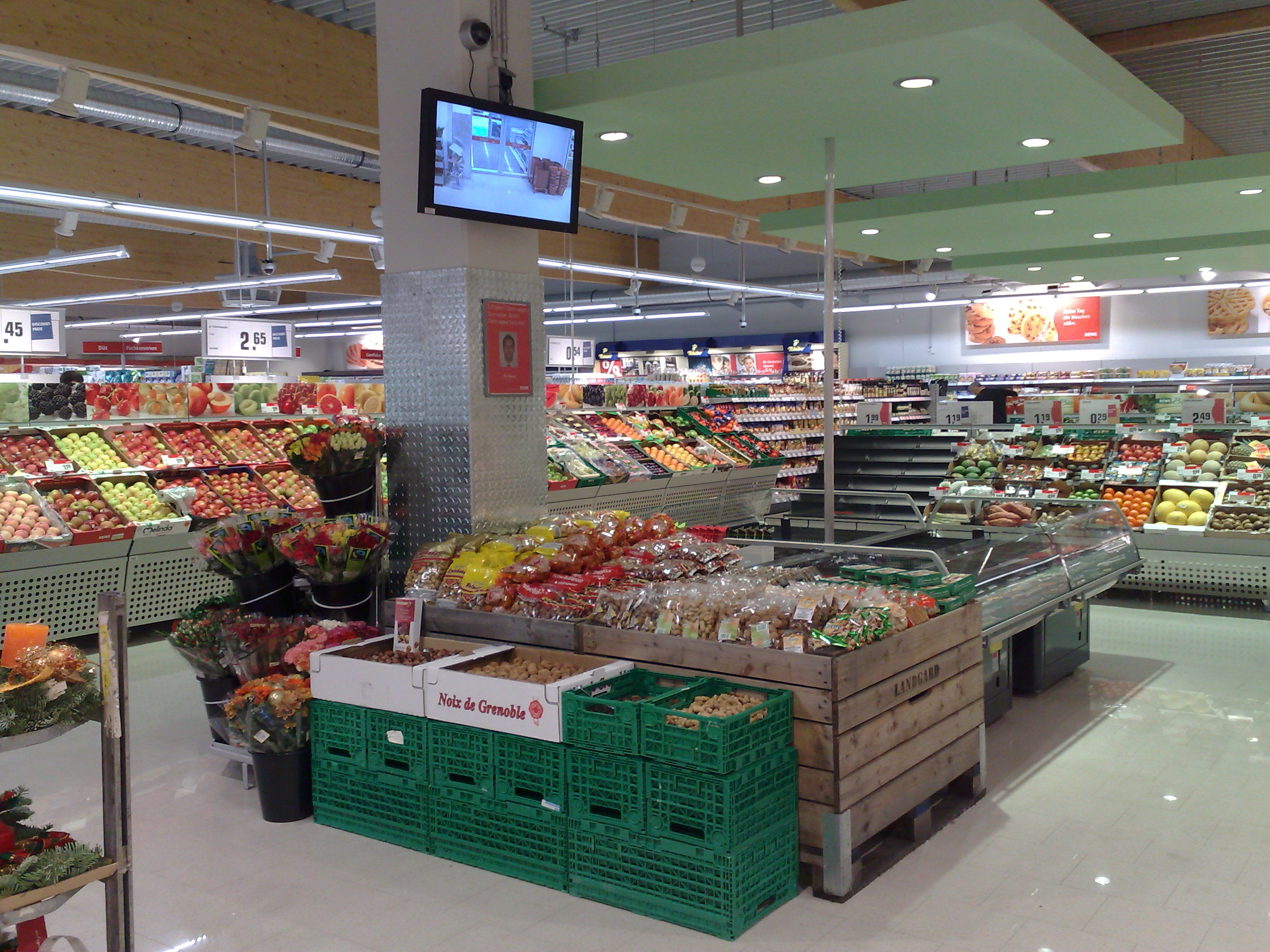
Warenpräsentation in einem Supermarkt

Der Sammelbegriff Lebensmitteleinzelhandel (LEH) bezeichnet Handelsunternehmen im Einzelhandel mit einem Sortiment, das überwiegend aus Lebensmitteln besteht (institutionelle Sicht), sowie synonym auch die eigentliche Handelsaktivität, Lebensmittel an Endverbraucher zu vertreiben (funktionale Sicht).

## Abgrenzung
Aus institutioneller Sicht zählen zu den wichtigsten Betriebsformen im stationären LEH die Vertriebsformate Supermarkt, Verbrauchermarkt und Discounter. Nicht zum Lebensmitteleinzelhandel im engeren Sinne gehören hingegen Versorgungsstätten wie Tankstellenshops, Bäckereien, Fleischereien, Direktvertriebe, Versender oder Abholgroßmärkte.
Die eigentliche, funktionale Handelsaktivität, Lebensmittel über verschiedene Absatzkanäle an Endverbraucher zu vertreiben, umfasst den Verkauf aller sogenannten Fast Moving Consumer Goods (FMCG). Deshalb werden auch einige, den Lebensmitteln nahestehende Güter, die sogenannten Near-Food-Produkte im Zusammenhang mit dem Lebensmitteleinzelhandel betrachtet. Neben allen Nahrungs- und Genussmitteln zählen somit auch Drogeriewaren wie Wasch-, Putz- und Reinigungsmittel, Hygieneartikel oder Körperpflegemittel sowie gelegentlich auch Non-Food-Artikel (z. B. Kaffeefiltertüten) zu den relevanten Sortimenten und Umsätzen.
Als Konsequenz dessen fließen oftmals auch Drogeriemärkte in die Umsatz- und Warenstatistiken des LEH ein.

## LEH in Deutschland

### Geschichte

#### Entwicklung bis zum Ende des Zweiten Weltkrieges

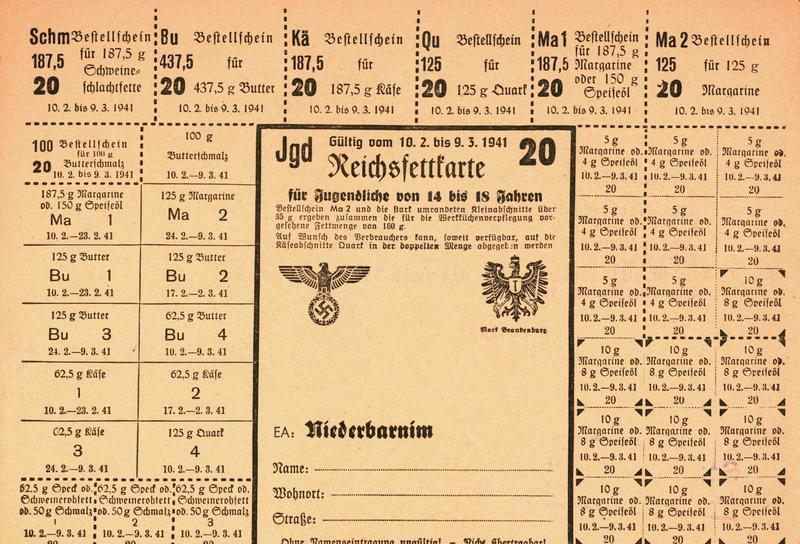
Lebensmittelkarte, Mark Brandenburg, 1941

Ende des 19. Jahrhunderts vollzogen sich grundlegende Wandlungen in der deutschen Einzelhandelslandschaft, deren Effekte auch den Lebensmitteleinzelhandel, der zunächst etwa in Gestalt von Vorkosthandlungen in Erscheinung trat, wesentlich beeinflussten: In den Städten etablierten sich neue Betriebstypen wie die großflächigen Kauf- und Warenhäuser, das Filialprinzip entstand und das Genossenschaftswesen entwickelte sich. Neu gegründete Konsumgenossenschaften, deren Geschäftsbetrieb sich überwiegend auf Nahrungs- und Genussmittel konzentrierte, wurden zu einer starken Konkurrenz des nicht organisierten, selbständigen Einzelhandels. Die Lebensmittelindustrie begann ihrerseits mittels Reklame Markenartikel zu etablieren, die unmittelbar Einfluss auf das Kaufverhalten der Verbraucher nahmen.
Die stürmische Einzelhandelsentfaltung der vorausgegangenen Jahrzehnte fand infolge der beiden Weltkriege ein abruptes Ende: Die Versorgung der Bevölkerung war zwar mangelhaft, aber mittels Warenrationierung durch Lebensmittelmarken und Bezugsscheine möglich. Erst nach dem völligen wirtschaftlichen Zusammenbruch kam es nicht selten zu lebensbedrohlichen Versorgungslücken mit Grundnahrungsmitteln.

#### Von der Währungsreform bis Ende der 1990er Jahre
Nach der Währungsreform 1948 und der darauffolgenden Aufhebung der Zwangsbewirtschaftung übernahmen so genannte Tante-Emma-Läden und Kolonialwaren-Geschäfte die lokale Versorgung der westdeutschen Bevölkerung mit Lebensmitteln und Gütern des täglichen Bedarfs. In der DDR betrieb die staatliche Konsumgenossenschaft die gleichnamigen Konsum-Märkte.

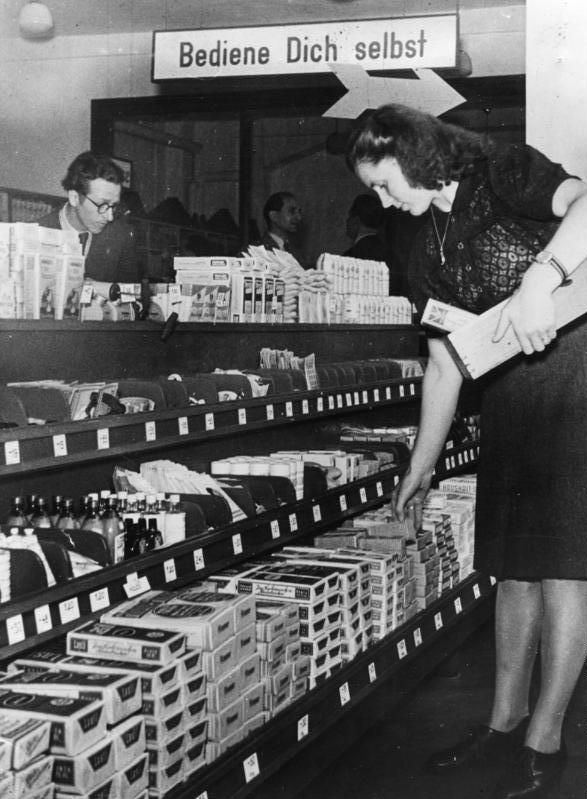
Selbstbedienungsladen, 1949

In der Folge der wirtschaftlichen Gesamtentwicklung wuchsen die Sortimente in Tiefe und Breite. Neue Warenbereiche kamen hinzu und mit der Verbreitung der bereits 1938 aus Amerika übernommenen Idee der Selbstbedienung wurde insbesondere im Lebensmitteleinzelhandel ein Leistungsmerkmal geschaffen, das zu einem Strukturwandel in der Branche führte.
In den 1960er Jahren machten sich erste Sättigungserscheinungen bemerkbar. Der Umsatz im Lebensmitteleinzelhandel stieg nur noch unterdurchschnittlich stark, der Wettbewerb bremste die bisherige Zunahme der Einzelhandelsgeschäfte, wohingegen die Gesamtumsätze weiter stiegen. Zunehmender Preiswettbewerb förderte in allen Bereichen die Kooperation: Viele Einzelhändler waren mittlerweile in Einkaufsgenossenschaften wie der Edeka oder der Rewe organisiert.
Die von der Industrie geforderte Preisdisziplin führte immer öfter zu Auseinandersetzungen um die „Preisbindung der zweiten Hand“. Hersteller versuchten durch Lieferboykotte den Zerfall der Preisbindung zu unterbinden, woraufhin im Lebensmitteleinzelhandel erste Markenartikel durch Eigenmarken des Handels ersetzt wurden. Die Preisbindung der zweiten Hand wurde 1974 schließlich gesetzlich verboten und die Verbraucher profitierten vom einsetzenden Preiswettbewerb im gesamten Handel.
Zwar konnten die Einzelhandelsumsätze wegen einer systematischen Ausweitung der Sortimente des Lebensmitteleinzelhandels auf Non-Food sowie die Schaffung reiner Non-Food-Betriebstypen wie Fachmärkte und Fachdiscounter in den 1980ern jährlich um 2,9 % real gesteigert werden, nach dem Einheitsboom verzeichnete man im Lebensmitteleinzelhandel 1993 jedoch einen realen Umsatzrückgang, der 1998 seinen vorläufigen Höhepunkt erreichte.

#### 21. Jahrhundert
Die Konzentration der gesamten Branche schreitet weiter voran und nähert sich im Schnitt den übrigen europäischen Ländern; die marktbestimmenden Top-8-Handelsgruppen erreichten 2005 einen Marktanteil von 98,1 %. Die Rationalisierung wird unter dem zunehmenden Wettbewerbsdruck weiter vorangetrieben, sowohl durch Größenwachstum, als auch durch Umorganisierung sowie den Einsatz technischer Hilfsmittel im Bereich von Transport, Lagerung und Disposition.

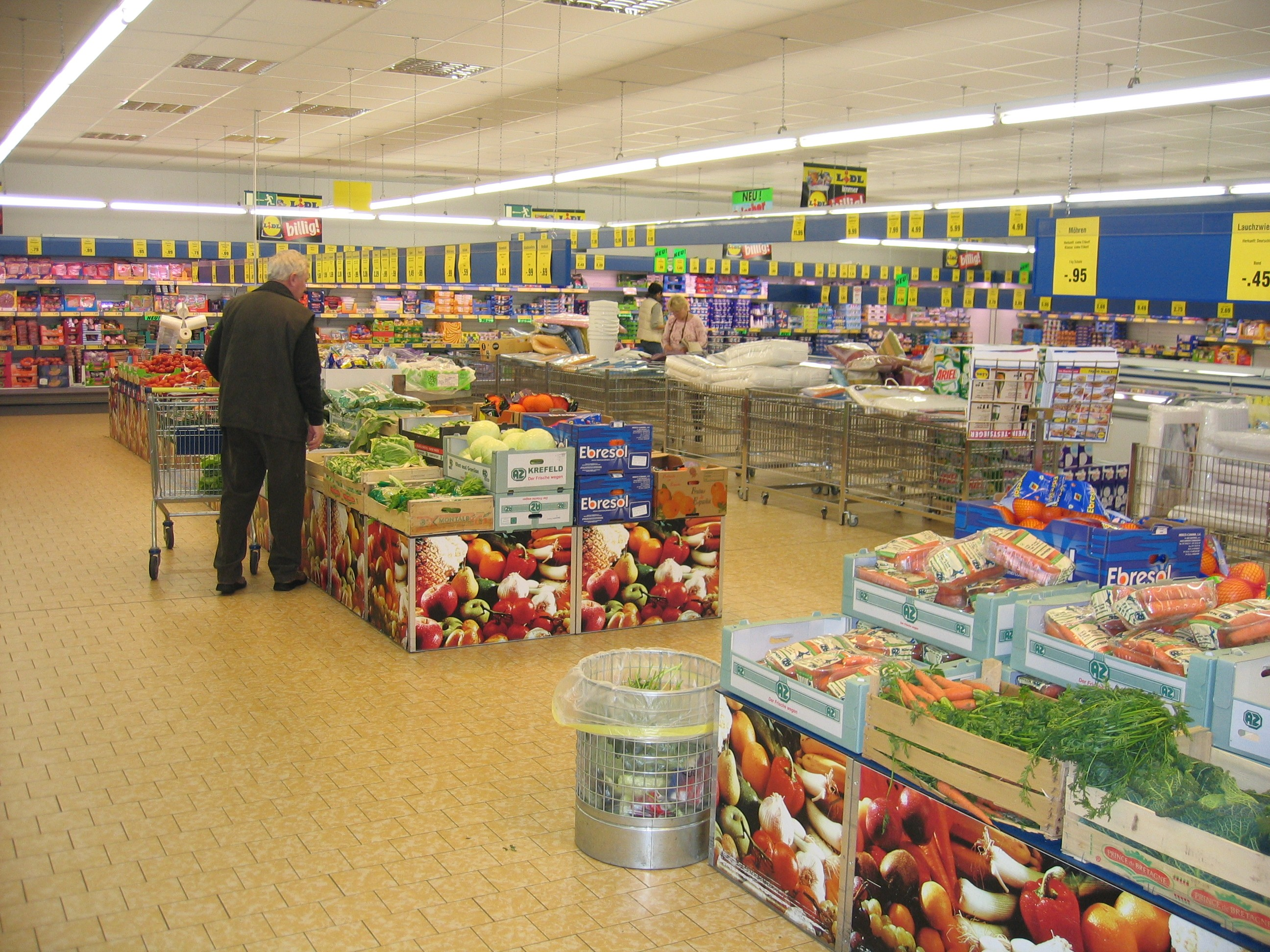
Warenpräsentation des Lebensmitteldiscounters Lidl, 2006

Die Vertriebsform Discount befindet sich weiter auf dem Vormarsch und bedrängt mit dem reduzierten Sortiment die klassischen Vollsortimenter. Insbesondere werden den qualitäts- und serviceorientierten und in ihrem Markt profilierten Lebensmittelläden in guten City-Standortlagen gute Entwicklungsperspektiven zugeschrieben. Zu den Verlierern im Wettbewerb der Vertriebsformen zählen unprofilierte kleine und mittlere Lebensmittelfachgeschäfte. Als Profilierungsmerkmal entwickeln sich zunehmend die Bio-Sortimente. Der hart geführte Kampf um die Preisführerschaft im LEH führte im Jahr 2009 zu mehreren großen Preissenkungswellen, die auch 2010 weitergeführt wurden.
Nach Erhebungen des EHI gab es im Jahr 2009 in Deutschland 8137 Supermärkte, d. h. Lebensmittelgeschäfte mit Vollsortiment zwischen 400 und 1500 m² Verkaufsfläche, mit einem Branchenumsatz von 29,5 Mrd. €. Zum Vergleich: Die 15219 Verkaufsstellen der Discounter tätigten im gleichen Jahr einen Umsatz von 55,2 Mrd. €. Vergleichsweise unbedeutend bleibt in Deutschland aus den unterschiedlichsten Gründen weiterhin der Lebensmittelhandel via Internet.
Der klassische LEH entwickelt sich mit einem Marktanteil von 50 % zunehmend auch zur bedeutendsten Absatzquelle für „Bio-Lebensmittel“, deren Gesamtmarkt für 2010 auf 4,6 Mrd. € geschätzt wird. Die etwa 2000 Naturkostfachgeschäfte halten hieran einen Marktanteil von 22 %. Kaufmotive für Bio-Lebensmittel beim Verbraucher sind das Interesse an regionalen Produkten, erhöhtes Gesundheitsbewusstsein und Individualität in der Ernährung.

### Struktur- und Leistungsdaten
Die Aufstellung zeigt zum Vergleich die durchschnittlichen Leistungskennziffern der bezeichneten Betriebstypen (2009).
| Betriebstyp               | Personal- Leistung (je Mitarbeiter je Jahr in €) | Flächen- Produktivität (je m² Verkaufsfläche je Jahr in €) | Rohertrag (in % vom Bruttoumsatz) | Betriebskosten (in % vom Bruttoumsatz) | Betriebswirtschaftliches Ergebnis (in % vom Bruttoumsatz) |
| ------------------------- | ------------------------------------------------ | ---------------------------------------------------------- | --------------------------------- | -------------------------------------- | --------------------------------------------------------- |
| LEH-Fachhandel/Supermarkt | 160.000 bis 180.000                              | 3.800                                                      | 20,5                              | 23,5                                   | −3,0                                                      |
| LEH-Discounter            | 400.000                                          | 5.000                                                      | 15,0 bis 16,0                     | 13,2                                   | 1,8 bis 2,8                                               |
| Naturkost-Einzelhandel    | 137.000                                          | 4.500                                                      | 31,1                              | 29,9                                   | 1,2                                                       |

Die folgende Tabelle zeigt Struktur- und Leistungsdaten des Lebensmitteleinzelhandels für das Jahr 2006 nach Einzelhandelstypen.
| Einzelhandelstyp      | Anzahl | Anteil (%) | Umsatz pro Jahr (Mrd. €) | Anteil (%) | Umsatz pro Jahr je Markt (in T€) |
| --------------------- | ------ | ---------- | ------------------------ | ---------- | -------------------------------- |
| großflächiger Markt1) | 3.150  | 6          | 33                       | 26         | 10.603                           |
| Supermarkt2)          | 8.170  | 15         | 29                       | 23         | 3.537                            |
| Discounter            | 14.806 | 27         | 54                       | 42         | 3.637                            |
| übrige Geschäfte3)    | 28.900 | 53         | 12                       | 10         | 426                              |
| gesamt                | 55.026 | 100        | 128                      | 100        | 2.334                            |

1) Lebensmittelabteilungen der Warenhäuser, SB-Warenhäuser und Verbrauchermärkte

2) Bis 1.499 m² Verkaufsfläche

3) Bis 399 m² Verkaufsfläche

### Bewertung

#### Top 10 der Lebensmittelhändler in Deutschland
Die Tabellen zeigen die größten Lebensmittelgroß- und Einzelhändler in Deutschland, gemessen an ihren Lebensmittelbruttoumsätzen (inkl. Umsatzsteuer). Die Lebensmittelumsätze der zehn führenden Unternehmen in Deutschland summieren sich jeweils auf rund 140 Mrd. €. Zur Rolle der Drogeriemärkte in den Rankings siehe die Abgrenzung oben. Viele Handelsgruppen bestehen dabei aus verschiedenen Teilunternehmen. So gehören zur Edeka-Gruppe im Bereich des Großhandels die sieben Regionalgesellschaften, die für die Belieferung der selbständigen Kaufleute und filialisierten Geschäfte unterschiedlicher Betriebstypen (Supermarkt, Verbrauchermarkt, SB-Warenhaus) zuständig sind sowie darüber hinaus die EDEKA C&C Großhandels-Aktivitäten der Regionalgesellschaften. Hier werden im Cash & Carry Abholgeschäft als auch mit einem regionalen und nationalen Lieferservice vor allem gewerbliche Kunden aus dem Bereich Gastronomie, Hotellerie und Großverbrauchern (GV), aber auch kleinflächigere Einzelhandelskonzepte, wie die unter dem Label-Konzept „SPAR Express“ laufenden Shops, versorgt. Im Einzelhandelsbereich werden zum Umsatz der Gruppe die Betriebe der unabhängigen Kaufleute im EDEKA-Verbund genauso wie die in Regie geführten Filialen gezählt. Ebenfalls zum Umsatz gehören der Discounteinzelhandel Netto Markendiscount mit eigenen Großhandelsstrukturen sowie darüber hinaus die Umsätze aus dem Bäckerei-Geschäft.
Weiterhin sind in dieser Tabelle darüber hinaus auch „reine“ Einzelhandelsstrukturen wie die beiden Aldi-Unternehmen zu finden, genauso wie reine Großhandelsunternehmen wie Lekkerland.

##### 2008
Die Reihenfolge innerhalb des Rankings bleibt im Vergleich zum Jahr 2007 unverändert.
| Rang | Unternehmen          | Lebensmittel-umsatz 2008 (Mio. €) | Veränderung zu 2007 (in %) | Gesamt-umsatz 2008 (Mio. €) | Veränderung zu 2007 (in %) | Lebensmittel-anteil am Ges.Umsatz (in %) |
| ---- | -------------------- | --------------------------------- | -------------------------- | --------------------------- | -------------------------- | ---------------------------------------- |
| 1.   | Edeka-Gruppe1)       | 33.934                            | +4,3                       | 37.606                      | +2,58                      | 90,24                                    |
| 2.   | Rewe Group1)         | 24.678                            | +7,0                       | 29.580                      | +4,84                      | 83,43                                    |
| 3.   | Schwarz-Gruppe       | 21.495                            | +5,8                       | 26.500                      | +5,79                      | 81,11                                    |
| 4.   | Aldi Nord/Aldi Süd2) | 19.824                            | +0,9                       | 24.500                      | +0,93                      | 80,91                                    |
| 5.   | Metro Group          | 13.636                            | −6,6                       | 31.575                      | −0,96                      | 43,193)                                  |
| 6.   | Tengelmann-Gruppe    | 8.533                             | −2,7                       | 13.991                      | −2,64                      | 60,99                                    |
| 7.   | Lekkerland           | 7.799                             | +1,3                       | 7.878                       | +0,54                      | 99,00                                    |
| 8.   | Dm drogerie markt    | 2.550                             | +2,6                       | 3.361                       | +11,40                     | 75,873)                                  |

1) Inkl. Außenumsatz der angeschlossenen, selbständigen Einzelhändler.
2) Die Aldi-Regionen bilden keine Gruppe im rechtlichen Sinne.
3) Inkonsistenz in den Sekundärquellen. Hier Angabe des Ergebnisses aus der Berechnung der übereinstimmenden Zahlen. Primärquelle nicht verfügbar.

##### 2010
Neu in den Top Ten sind die Unternehmen Rossmann und Bartels-Langness (Famila u. a.).
| Rang | Unternehmen          | Lebensmittel-umsatz 2010 (Mio. €) | Veränderung zu 2009 (in %) | Lebensmittel-anteil am Ges.Umsatz (in %) |
| ---- | -------------------- | --------------------------------- | -------------------------- | ---------------------------------------- |
| 1.   | Edeka-Gruppe1)       | 40.880                            | +3,2                       | 90,2                                     |
| 2.   | Rewe Group1)         | 26.992                            | +2,9                       | 71,8                                     |
| 3.   | Schwarz-Gruppe       | 23.030                            | +3,7                       | 81,1                                     |
| 4.   | Aldi Nord/Aldi Süd2) | 20.090                            | +4,1                       | 82,0                                     |
| 5.   | Metro Group          | 11.669                            | −2,2                       | 38,6                                     |
| 6.   | Lekkerland           | 7.821                             | 0                          | 99,0                                     |
| 8.   | Dm drogerie markt    | 3.667                             | +8,7                       | 90,0                                     |
| 9.   | Rossmann             | 2.596                             | +10,5                      | 75,5                                     |
| 10.  | Bartels-Langness     | 2.343                             | +11,9                      | 77,5                                     |

1) Inkl. Außenumsatz der angeschlossenen, selbständigen Einzelhändler.
2) Die Aldi-Regionen bilden keine Gruppe im rechtlichen Sinne.

##### 2011
Quelle: TradeDimensions, Stand: März 2012
| Rang | Unternehmen          | Lebensmittel-umsatz 2011 (Mio. €) | Veränderung zu 2010 (in %) | Lebensmittel-anteil am Ges.Umsatz (in %) |
| ---- | -------------------- | --------------------------------- | -------------------------- | ---------------------------------------- |
| 1.   | Edeka-Gruppe1)       | 42.708                            | +4,5                       | 90,5                                     |
| 2.   | Rewe Group1)         | 25.100                            | −7,0                       | 70,7                                     |
| 3.   | Schwarz-Gruppe       | 23.236                            | +0,9                       | 81,1                                     |
| 4.   | Aldi Nord/Aldi Süd2) | 20.254                            | +0,8                       | 82,0                                     |
| 5.   | Metro Group          | 11.417                            | −1,0                       | 38,0                                     |
| 6.   | Lekkerland           | 7.601                             | −2,8                       | 95,0                                     |
| 7.   | Dm drogerie markt    | 4.037                             | +10,1                      | 90,0                                     |
| 9.   | Rossmann             | 2.901                             | +11,7                      | 75,5                                     |
| 10.  | Transgourmet Holding | 2.590                             | +7,0                       | 86,4                                     |

1) Inkl. Außenumsatz der angeschlossenen, selbständigen Einzelhändler.
2) Die Aldi-Regionen bilden keine Gruppe im rechtlichen Sinne.

##### 2015
Quelle: dfv Mediengruppe, Stand 2016
| Rang | Unternehmen                    | Lebensmittel-umsatz 2015 (Mio. €) | Veränderung zu 2014 (in %) | Lebensmittel-anteil am Ges.Umsatz (in %) |
| ---- | ------------------------------ | --------------------------------- | -------------------------- | ---------------------------------------- |
| 1.   | Edeka-Gruppe1)                 | 53.282                            | 2,8                        | 90,6                                     |
| 2.   | Rewe Gruppe (ohne Touristik)1) | 39.606                            | 3,3                        | 72,1                                     |
| 3.   | Schwarz-Gruppe                 | 34.540                            | 1,4                        | 81,2                                     |
| 4.   | Aldi Nord/Aldi Süd2)           | 27.797                            | 1,5                        | 82,0                                     |
| 5.   | Metro Group 3)                 | 26.130                            | −0,5                       | 39,3                                     |
| 6.   | Lekkerland                     | 9.075                             | 3,2                        | 99,0                                     |
| 7.   | Tengelmann-Gruppe 4)           | 7.700                             | 2,5                        | 24,3                                     |
| 8.   | Dm drogerie markt              | 7.029                             | 9,8                        | 90,0                                     |
| 9.   | Rossmann                       | 5.750                             | 6,3                        | 90,0                                     |
| 10.  | Globus                         | 4.821                             | 1,9                        | 67,0                                     |

1) Inkl. Außenumsatz der angeschlossenen, selbständigen Einzelhändler.
2) Die Aldi-Regionen bilden keine Gruppe im rechtlichen Sinne. 3)ohne Umsatz Kaufhof. 4) Außenumsatz aller Vertriebsbereiche (Obi inkl. Franchisenehmer)

##### 2020
Quelle: TradeDimensions, Stand 2021
| Rang | Unternehmen             | Gesamtumsatz 2020 (Mio. €) |
| ---- | ----------------------- | -------------------------- |
| 1.   | Edeka-Gruppe            | 67.034                     |
| 2.   | Rewe-Gruppe1)           | 55.616*                    |
| 3.   | Schwarz-Gruppe          | 45.300*                    |
| 4.   | Aldi Süd/Aldi Nord2)    | 31.600*                    |
| 5.   | dm                      | 8.540                      |
| 6.   | Real                    | 7.836*                     |
| 7.   | Rossmann                | 7.330                      |
| 8.   | Metro3)                 | 5.329*                     |
| 9.   | Globus                  | 5.243                      |
| 10.  | Bartels-Langness-Gruppe | 4.874*                     |

1) Rewe-Gruppe: Sonstige Geschäftsfelder inkl. Convenience (Übernahme Anfang 2020)
2) Die Aldi-Regionen bilden keine Gruppe im rechtlichen Sinne.
3) Metro: Exklusive Real (abgegeben Mitte 2020)
* von Nielsen TradeDimensions geschätzte Werte

#### Top 6 der Lebensmitteldiscounter in Deutschland

##### 2008
Bei den Lebensmitteldiscountern in Deutschland führte im Geschäftsjahr 2008 Aldi die Top 6 unverändert an. Der seit dem 1. Januar 2009 mehrheitlich zu Netto gehörende Discounter Plus rangiert im Ranking 2008, in dem der letztmals eigenständig gewertet wird, auf Platz 4.
Das Gesamtvolumen der genannten Unternehmen beläuft sich in 2008 auf 61,607 Mrd. € Bruttoumsatz. Angegeben sind die Gesamtumsätze der Unternehmen. Abweichungen zu anderen Angaben derselben Quelle basieren teilweise auf unterschiedlichen Daten (Schätzungen) in der Sekundärquelle.
| Rang | Unternehmen                           | Umsatz 2008 (Mio. €) | Umsatz 2007 (Mio. €) | Anzahl Filialen 2008 | Anzahl Filialen 2007 |
| ---- | ------------------------------------- | -------------------- | -------------------- | -------------------- | -------------------- |
| 1.   | Aldi1)                                | 24.500               | 23.398               | 4.267                | 4.235                |
| 2.   | Lidl (Schwarz-Gruppe)                 | 14.725               | 14.280               | 3.036                | 2.902                |
| 3.   | Penny (Rewe Group)                    | 6.798                | 6.337                | 2.080                | 2.008                |
| 4.   | Plus (Tengelmann-Gruppe)2)            | 6.734                | 6.997                | 2.700                | 2.766                |
| 5.   | Netto, Diska, NP u. a. (Edeka-Gruppe) | 5.850                | 4.025                | 1.422                | 1.279                |
| 6.   | Norma (Supermarkt)                    | 3.000                | 2.925                | 1.355                | 1.316                |

1) Die Aldi-Regionen Nord und Süd bilden keine Gruppe im rechtlichen Sinne.
2) Seit dem 1. Januar 2009 mehrheitlich bei Netto, Edeka-Gruppe.

### LEH als Arbeitgeber
Rund 660.000 Beschäftigte zählt der Lebensmitteleinzelhandel 2005, davon sind etwa 180.000 in Minijobs oder geringfügigen Beschäftigungsverhältnissen angestellt.
Die Berufsausbildung in einem der staatlich anerkannten Berufsbilder im LEH erfolgt im Dualen Berufsausbildungssystem. Zu den wichtigsten Ausbildungsberufen im Lebensmitteleinzelhandel gehören:
- Kaufmann/-frau im Einzelhandel
- Verkäufer/-in
- Fachverkäufer/-in im Lebensmittelhandwerk (vormals Fachverkäufer/-in im Nahrungsmittelhandwerk)

### Institutionen und Verbände
Die Unternehmen des Lebensmitteleinzelhandels sind organisiert im Bundesverband des Deutschen Lebensmittelhandels, der wiederum einen Fachverband des Handelsverbands Deutschland (HDE) darstellt. Der HDE ist die Spitzenorganisation des deutschen Einzelhandels für rund 410.000 selbständige Unternehmen mit insgesamt 2,7 Mio. Beschäftigten und jährlich über 395 Mrd. € Umsatz.
Das EHI Retail Institute e. V. ist ein Forschungs- und Bildungsinstitut für den Handel und seine Partner mit Sitz in Köln. Bis zum Mai 2006 hieß es EuroHandelsinstitut e. V.

### Kritik
Strukturell ist die Beschaffungsseite des LEH von einem marktbeherrschenden Oligopol der führenden LEH Gruppen geprägt (Schwarz-Gruppe, Edeka, Rewe und Aldi). Nicht nur einige wenige, sondern die Mehrheit der Lieferanten ist von den drei größten Unternehmen einseitig abhängig, ohne selbst über kompensierende Gegenmachtpositionen zu verfügen. Das Oligopol kann daher Sonderkonditionen durchsetzen, welche die Mehrzahl der im Rahmen einer Studie befragten Hersteller als nicht ökonomisch nachhaltig bezeichnet. Diese sind möglich, weil es an Ausweichmöglichkeiten fehlt und deshalb keiner der großen LEH-Nachfrager als Abnehmer verzichtbar ist. Seit einigen Jahren ist die Marktmacht des Nachfrageoligopols so groß, dass der LEH selbst zum Treiber von Inflation geworden ist und mit Hilfe der Konzentration Preiserhöhungsspielräume nutzen kann (bis 2021 erklärt die Konzentration im LEH rund ein Drittel der Inflation bei Nahrungs- und Genussmitteln). Auf der Absatzseite ist der LEH immer weniger Anreizen ausgesetzt, Konditionenvorteile an Endverbraucher weiterzugeben. Dies liegt zum einen an der Entwicklung der Standortnetze, wodurch sich die Wechselwahrscheinlichkeiten infolge steigender Transaktionskosten der Verbraucher immer mehr reduzieren. Zum anderen ist der Wettbewerb auf der Ebene der Betriebsformen immer stärker durch ein Patt auf einem verteilten Markt geprägt.
In der Öffentlichkeit wird wiederholt auch über Lebensmittelverschwendung (Verderbquote) im Handel diskutiert. Laut dem im Jahr 2011 veröffentlichten Dokumentarfilm Taste the Waste wird in Deutschland rund die Hälfte aller Lebensmittel, jährlich etwa 20 Mio. Tonnen, über alle Produktionsstufen hinweg vernichtet. Nach einer Studie des EHI wurden im Lebensmitteleinzelhandel durch Beschädigung, Verderb oder ablaufende Mindesthaltbarkeitsdaten jedoch weit weniger Waren vernichtet: Lediglich 1,1 % der Lebensmittel (0,3 Mio. Tonnen jährlich) im Wert von durchschnittlich 4 €/kg gingen für den Verbrauch verloren. Weitere Zahlen zum Thema Lebensmittelverschwendung liefert die Cofresco-Studie nach deren Angaben mit etwa 6,6 Mio. Tonnen ein Großteil beim Endverbraucher vernichtet werden.

## LEH in Österreich

### Geschichte
Bis nach dem Zweiten Weltkrieg hielten die Konsumgenossenschaften (ab 1856), Julius Meinl (1862) und die Adeg-Genossenschaften (1929) einen Gutteil der Marktanteile. In den 1950er Jahren nahmen Spar und Billa ihre Arbeit auf, 1968 erwarb Aldi die Filialkette Hofer und 1972 stieg Tengelmann bei Löwa (dem späteren Zielpunkt bzw. Plus) ein.
Die größte Zäsur war 1995 der Untergang des Konsum Österreich, rund 600 Filialen und ein Marktanteil von ca. 18 % wurden unter den Mitbewerbern aufgeteilt. Ab 1996 stieg der Rewe-Konzern bei der Billa-Gruppe ein, die sich 1998 bis 2000 den ganzen Julius Meinl einverleiben wollte, auf Grund von EU-Vorgaben aber einen Teil der Spar belassen musste. 2008 verkaufte Tengelmann seine Zielpunkt-Filialen. Ebenfalls ab 2008 beendete Edeka seine Beteiligung bei Adeg Österreich, während Rewe seine Anteile in mehreren Schritten erhöhte. Schließlich wurde Adeg vollständig von der Rewe-Gruppe übernommen. Sowohl die Aufstockungen, als auch die spätere Totalübernahme wurden vor der EU-Wettbewerbsbehörde behandelt.
Wie in Deutschland kam es auch in Österreich zum so genannten Greißlersterben, waren 1970 noch rund 20.000 Lebensmittelgeschäfte aktiv, hatte sich diese Zahl bis 1990 auf 9.989 und per 2001 auf 6.654 Outlets reduziert. Seit 2008 ist die Anzahl weiter gesunken und beträgt nun weniger als 6.000.
Die zuletzt im Eigentum der Unternehmensgruppe Pfeiffer stehende Handelskette Zielpunkt meldete im November 2015 Insolvenz an. Von der Pleite sind über 2.000 Handelsangestellte betroffen.

### Strukturdaten
Im Jahr 2010 wurde in Österreich mit 5.726 Geschäften ein LEH-Umsatz von 17,2 Mrd. € erwirtschaftet, die genauere Aufteilung über die Struktur- und Leistungsdaten ist in nachfolgender Tabelle ersichtlich:
| Einzelhandelstyp  | Größe             | Anzahl | Anteil  | Umsatz pro Jahr in Mrd. € | Anteil  | Umsatz pro Jahr je Markt in Mio. € |
| ----------------- | ----------------- | ------ | ------- | ------------------------- | ------- | ---------------------------------- |
| Verbrauchermärkte | > 2.500 m²        | 79     | 1 %     | 1,649                     | 10 %    | 20,87                              |
| Verbrauchermärkte | 1.000 – 2.499 m²  | 289    | 5 %     | 2,519                     | 15 %    | 8,72                               |
| Supermärkte       | 400 – 0999 m²     | 2.612  | 46 %    | 7,256                     | 42 %    | 2,78                               |
| Großer LH         | 250 – 0399 m²     | 657    | 11 %    | 1,013                     | 6 %     | 1,54                               |
| Kleiner LH        | bis 0249 m²       | 1.461  | 26 %    | 0,777                     | 5 %     | 0,53                               |
| Harddiscounter    |                   | 628    | 11 %    | 4,020                     | 23 %    | 6,40                               |
| Österreich gesamt | Österreich gesamt | 5.726  | = 100 % | 17,235                    | = 100 % | 3,00                               |

Die Supermärkte und alle Discounter-Filialen, zusammen 3.240 Standorte, repräsentieren mehr als die Hälfte der Geschäfte und erwirtschaften nahezu 1/3 des Umsatzes.

### Rankings

#### Ranking 2009
Im Jahr 2009 wurden im LEH knapp 17,0 Mrd. € umgesetzt, im Vergleich zu den 16,6 Mrd. € des Jahres 2008 ergibt das eine Steigerung von 2 %, gleichzeitig hat der Trend zur Verminderung der Lebensmittelgeschäfte angehalten, die Anzahl derselben ist von 5.949 auf 5.833 zurückgegangen. Die Marktanteile in Bezug auf den Gesamtumsatz und die Anzahl der Standorte finden sich in dieser Tabelle:
| Rang | Unternehmen     | Umsatz Mio. € | Anteil  | Geschäfte | Anteil  | Anmerkung                                                     |
| ---- | --------------- | ------------- | ------- | --------- | ------- | ------------------------------------------------------------- |
| 1    | Rewe Österreich | 5.258,7       | 31,0 %  | 1.429     | 24,5 %  | LH-Bereich, exkl. Adeg, exkl. Bipa                            |
| 2    | Spar Österreich | 4.825,1       | 28,4 %  | 1.427     | 24,5 %  | inkl. ca. 700 Spar-Kaufleute                                  |
| 3    | Hofer           | 3.355,0       | 19,8 %  | 430       | 7,4 %   | geschätzt                                                     |
| 4    | Markant         | 884,8         | 5,2 %   | 952       | 16,3 %  | Nah & Frisch, davon Umsatz Pfeiffer alleine: 629,0 bzw. 3,7 % |
| 5    | Zielpunkt       | 659,8         | 3,9 %   | 311       | 5,3 %   | in Westösterreich nicht präsent                               |
| 6    | Lidl            | 650,0         | 3,8 %   | 189       | 3,2 %   | geschätzt                                                     |
| 7    | Adeg            | 622,4         | 3,7 %   | 478       | 8,2 %   | Besitz der Aktien 2009: 75 % Rewe, 25 % Adeg-Kaufleute        |
| 8    | übriger LH      | 721,2         | 4,2 %   | 617       | 10,6 %  | inkl. MPreis Umsatz > 500,0                                   |
| -    | Österreich      | 16.977,0      | = 100 % | 5.833     | = 100 % |                                                               |

Die Konzentration im österreichischen Handel ist eine der höchsten in Europa, die Top 3 Unternehmen vereinen zusammen 79,2 % der Marktanteile auf sich, die Top 5 fast 90 % der Anteile.

#### Ranking 2010
Von 2009 auf 2010 ist der österreichische LEH um 1,5 % gewachsen und erreicht damit 17,2 Mrd. €, die Anzahl der Outlets hat sich auf 5.726 vermindert. Rewe führt nach vollständiger Integration von Adeg weiterhin mit einem Marktanteil von 34,6 % (Billa, Merkur, Penny, Adeg), Spar folgt mit 29,2 % (Spar, Eurospar, Interspar, Maximarkt), die Harddiscounter (Hofer, Lidl) vereinen 23,3 % der Anteile, alle anderen Marktteilnehmer erreichen zusammen 12,9 %.

#### Ranking 2014
Im Jahr 2014 wurden im österreichischen Lebensmitteleinzelhandel ein Umsatz von rund 18,8 Milliarden Euro erzielt. Österreich besitzt eine der höchsten Konzentrationen im europäischen Handelsvergleich. Die Top 3 (Rewe, Spar, Hofer) konnten ihre Position weiter ausbauen und verfügen nun gemeinsam über rund 83 Prozent Marktanteil. Einen Überblick gibt die folgende Tabelle:
| Rang | Unternehmen     | Umsatz Mio. € | Umsatz Anteil | Geschäfte | Geschäfte Anteil | Anmerkung |
| ---- | --------------- | ------------- | ------------- | --------- | ---------------- | --- |
| 1    | Rewe Österreich | 6.598,0       | 35,1 %        | 1.860     | 31,3 %           | LEH-Bereich, rd. 1.000 Billa, 430 Adeg-Kaufleute, 130 Merkur-Markt, 300 Penny-Markt, |
| 2    | Spar Österreich | 5.658,0       | 30,1 %        | 1.539     | 25,8 %           | rd.1.470 Spar-Markt und Eurospar (inkl. Spar-Kaufleute), 62 Interspar, 7 Maximarkt |
| 3    | Hofer KG        | 3.553,0       | 18,9 %        | 450       | 7,6 %            | Der Diskonter Hofer gehört zu Aldi-Süd |
| 4    | Markant         | 1.391,0       | 7,4 %         | 1.302     | 21,9 %           | inkl. LEH von Pfeiffer (455 Nah&Frisch), Unimarkt (128 Filialen), Julius Kiennast (140 Kaufleute, davon 65 Nah&Frisch), Firmengruppe Kastner (19 Filialen und 260 Kaufleute), Handelshaus Wedl (68 Nah&Frisch), Zielpunkt (232 Filialen). Marktanteil 7,4 % inkl. 3,4 % Pfeiffer/Unimarkt, 2,9 % Zielpunkt und 1,1 % restliche Markant-Partner. |
| 5    | Lidl Österreich | 778,0         | 4,1 %         | 203       | 3,4 %            | |
| 6    | übriger LH      | 827,0         | 4,4 %         | 597       | 10,0 %           | inkl. MPreis (Umsatz > 770,00 mit 238 MPreis-Filialen in Westösterreich) und inkl. 20 Norma-Diskonter. |
| -    | Österreich      | 18.805,0      | = 100 %       | 5.951     | = 100 %          | |

Im darauffolgenden Jahr (November 2015) schlitterte die Handelskette Zielpunkt in den Konkurs, die Marktkonzentration wird dadurch im österreichischen Lebensmittelhandel weiter steigen.

#### Ranking 2018
Im Jahr 2018 wurden 21,738 Milliarden € im Lebensmitteleinzelhandel umgesetzt. Die Rewe Österreich (Billa, Merkur, Penny, Adeg) ist mit einem Umsatz von 7,16 Milliarden €  bzw. einem Marktanteil von 32,9 % der Marktführer in Österreich. Auf Platz 2 folgt Spar Österreich (Spar, Eurospar, Interspar, Maximarkt) mit 6,9 Milliarden € bzw. einem Marktanteil von 31,7 %. Auf Platz 3 und 4 sind die Diskonter Hofer KG (Umsatz 4,2 Milliarden € bzw. 19,3 %) und Lidl (1,5 Milliarden bzw. 7,8 %) zu finden. Die Top 4 vereinen daher 19,76 Milliarden € bzw. 91,7 % Marktanteil am österreichischen Lebensmitteleinzelhandel auf sich.
Die weiteren 1,94 Milliarden € Umsatz bzw. 8,3 % Marktanteil für ganz Österreich entfallen auf die anderen Marktteilnehmer. Die Handelskette MPreis (inkl. T&G) erwirtschaftete einen Umsatz von 797 Millionen € bzw. 3,7 % Marktanteil, gefolgt von Unimarkt mit 284,3 Millionen € bzw. 1,3 % Marktanteil. Sutterlüty kommt auf einen Umsatz von 117,0 Millionen € bzw. 0,5 % Marktanteil. Norma steht bei 46,4 Millionen € bzw. 0,2 % Marktanteil. Die Marke Nah&Frisch zeigt einen Umsatz von 297,3 Millionen € bzw. 1,4 % Marktanteil, aufgeteilt auf die vier Händler Nah&Frisch Pfeiffer 107,8 Millionen €, Nah&Frisch Firmengruppe Kastner 102,7 Millionen €, Nah&Frisch Julius Kiennast 74,8 Millionen € und Nah&Frisch Handelshaus Wedl 12,0 Millionen €. Die verbliebenen 1,2 % Marktanteile in Österreich teilen sich schließlich denns, Etsan, SE&PAS, Aycan und weitere Händler.

### Institutionen
Auf Grund der Pflichtmitgliedschaft sind die Unternehmen des LEH in der Wirtschaftskammer Österreich, Sparte Handel, Fachgruppe Lebensmittelhandel organisiert.
Eine freiwillige Verbindung ist zum Beispiel der Handelsverband – Verband österreichischer Mittel- und Großbetriebe des Einzelhandels, er wurde 1921 gegründet und versteht sich als Berufs- und Arbeitgeberverband, der auch Kennzeichen und Gütesiegel vergibt.

## LEH in Europa

### Top 10 der Lebensmittelhändler in Europa
Gemäß der „Lebensmittelzeitung“ (zitiert nach dem Manager Magazin) befinden sich unter den zehn größten Lebensmittelhändlern in Europa fünf Unternehmen aus Deutschland. Im Jahr 2018 überholte das US-Online-Unternehmen Amazon Sainsbury’s und Intermarché und erreichte damit Platz 10 in Europa.

#### 2019
| Rang | Unternehmen                                     | Land                       | Umsatz 2018 (Mrd. €) | Umsatz 2017 (Mrd. €) |
| ---- | ----------------------------------------------- | -------------------------- | -------------------- | -------------------- |
| 1.   | Schwarz-Gruppe (Mutter von Lidl und Kaufland)1) | Deutschland                | 112                  | 106                  |
| 2.   | Groupe Carrefour                                | Frankreich                 | 64                   | 65                   |
| 3.   | Aldi Nord und Süd                               | Deutschland                | 64                   | k. A.                |
| 4.   | Tesco                                           | Vereinigtes Königreich     | 61                   | k. A.                |
| 5.   | Edeka                                           | Deutschland                | 59                   | 56                   |
| 6.   | Rewe Group (Penny und Rewe)                     | Deutschland                | 57                   | 55                   |
| 7.   | Auchan (vormals Roubaix)                        | Frankreich                 | 42                   | 43                   |
| 8.   | E.Leclerc                                       | Frankreich                 | 39                   | k. A.                |
| 9.   | Metro (noch einschließlich Real)                | Deutschland                | 35                   | 36                   |
| 10.  | Amazon                                          | USA, hier: Europa-Geschäft | 33                   | 28                   |